# Gold & Platinum
Gold & Platinum je kompilacija hitova sastava Lynyrd Skynyrd.

## Popis pjesama

### Prva strana
1. "Down South Jukin'" 2:12
2. "Saturday Night Special" 5:08
3. "Gimme Three Steps (uživo)" 5:00
4. "What's Your Name?" 3:31
5. "You Got That Right" 3:46
6. "Gimme Back My Bullets" 3:28
7. "Sweet Home Alabama" 4:44
8. "Free Bird (uživo)" 14:10

### Druga strana
1. "That Smell" 5:46
2. "On The Hunt" 5:25
3. "I Ain't The One (uživo)" 3:17
4. "Whiskey Rock-A-Roller" 4:33
5. "Simple Man" 5:57
6. "I Know A Little" 3:28
7. "Tuesday's Gone" 7:32
8. "Comin' Home" 5:30